# Making Contact
Making Contact è un album studio del gruppo musicale britannico UFO, pubblicato nel 1983 dalla Chrysalis Records.

## Tracce
1. Blinded By a Lie – 3:58 (Carter, Mogg)
2. Diesel in the Dust – 4:29 (Carter, Mogg)
3. A Fool for Love – 3:57 (Carter, Mogg)
4. You and Me – 3:20 (Carter, Mogg)
5. When It's Time to Rock – 5:27 (Chapman, Mogg)
6. The Way the Wild Wind Blows – 4:14 (Carter, Chapman, Mogg)
7. Call My Name – 3:14 (Carter, Mogg)
8. All Over You – 4:24 (Carter, Mogg)
9. No Getaway – 3:32 (Carter, Chapman, Mogg)
10. Push, It's Love – 3:16 (Carter, Mogg)
11. Everybody Knows – 3:33 (Chapman, Mogg) – (bonus track nella riedizione in formato CD)

## Formazione
- Phil Mogg — voce
- Paul Chapman — Chitarra solista,
- Neil Carter — tastiere, chitarra ritmica, chitarra basso, cori
- Andy Parker — batteria